# Кенхинское сельское поселение
Кенхинское се́льское поселе́ние — муниципальное образование в Шаройском районе Чечни Российской Федерации.
Административный центр — село Кенхи.

## История
Статус и границы сельского поселения установлены Законом Чеченской Республики от 14 июля 2008 года № 43-РЗ «Об образовании муниципального образования Шаройский район и муниципальных образований, входящих в его состав, установлении их границ и наделении их соответствующим статусом муниципального района и сельского поселения».

## Население
| 2010  | 2012  | 2013  | 2014  | 2015  | 2016  | 2017  |
| ----- | ----- | ----- | ----- | ----- | ----- | ----- |
| 1552  | ↗1611 | ↘1606 | ↘1571 | ↘1568 | ↗1579 | ↘1572 |
| 2018  | 2019  | 2020  | 2021  | 2023  | 2024  |       |
| ↘1561 | ↘1551 | ↗1562 | ↘1366 | ↘1354 | ↗1367 |       |

## Состав сельского поселения
| № | Населённый пункт | Тип населённого пункта       | Население |
| - | ---------------- | ---------------------------- | --------- |
| 1 | Кенхи            | село, административный центр | ↗1367     |